# Chipauquil
Chipauquil es un asentamiento rural y comisión de fomento del Departamento Valcheta, Provincia de Río Negro, Argentina.

## Toponimia
Su nombre proviene del günün a yajüch (idioma del pueblo Günün a küna o comúnmente llamados tehuelches) de shüpaw "caliza" y külü "blanco"; el todo dice shüpaw külü y significa "caliza o tierra blanca".

## Población
En los últimos tres censos nacionales de 1991, 2001 y 2010, fue considerada población rural dispersa.
El censo 2022 arrojó 34 viviendas con una población estable de 62 habitantes en la comisión de fomento.